# Walter Baselau

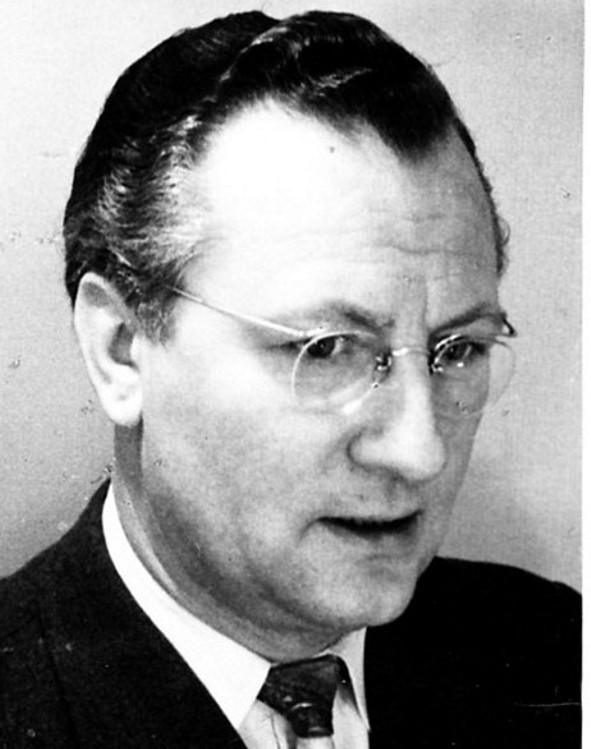
Walter Baselau 1963

Walter Baselau (* 6. Juni 1915 in Berlin; † 5. November 1987 in Langenhagen) war ein deutscher Politiker (SPD, CDU).

## Leben
Nach dem Besuch der Volksschule begann Baselau eine Lehre als Schriftsetzer in Osterode/Ostpreußen. Bereits seit dem Jahr 1929 war er gewerkschaftlich organisiert und wurde später Mitglied des Deutschen Buchdruckerverbandes. Zwischen 1935 und 1945 war er als Soldat tätig und beendete 1945 seine Laufbahn als Offizier. Nach dem Krieg war seine Existenz in den ehemaligen Ostgebieten vernichtet und er siedelte sich als Heimatvertriebener im Landkreis Hannover an.
Baselau arbeitete zunächst als Korrektor und war später als Geschäftsführer in Letter tätig. Er war zunächst Mitglied der SPD und wurde in der dritten bis sechsten Wahlperiode vom 6. Mai 1955 bis zum 20. Juni 1970 in den Niedersächsischen Landtag gewählt. Ferner war er in der 7. Wahlperiode vom 24. Januar 1973 bis zum 20. Juni 1974 im Niedersächsischen Landtag.
Bis zum 21. Oktober 1969 war er Mitglied der SPD-Fraktion. Im Oktober 1969 trat er aus Protest gegen die Ernennung von Heinrich Boge zum Polizeipräsidenten in Hannover aus der SPD-Fraktion aus. Zwischen dem 22. Oktober 1969 und dem 22. Januar 1970 blieb er fraktionslos, bis er ab dem 23. Januar 1970 zunächst Gast der CDU-Fraktion und ab 17. Februar 1970 Mitglied der CDU-Fraktion wurde. Dadurch erlangte die CDU-Fraktion die meisten Sitze im Landtag.
Er war seit 1939 verheiratet und hatte zwei Kinder.